# Greg Bryk
Gregory Michael Bryk (n. 19 august 1972, Winnipeg, Canada) este un actor canadian de film și televiziune. A avut mai multe roluri cinematografice și poate fi cel mai bine cunoscut ca un serial obișnuit în trei emisiuni de televiziune diferite — ReGenesis, XIII: The Series și Bitten. De asemenea, este bine cunoscut pentru rolul său din jocul Far Cry 5 din 2018, pentru care și-a oferit vocea și asemănarea pentru Joseph Seed, antagonistul principal. De asemenea, și-a reluat rolul lui Joseph Seed în jocul Far Cry: New Dawn.

## Filmografie

### Filme
| An   | Titlu                                        | Rol                 | Note                 |
| ---- | -------------------------------------------- | ------------------- | -------------------- |
| 1998 | Pionul                                       | Vinnie              |                      |
| 2002 | Bărbați cu mături                            | Alexander Yount     |                      |
| 2003 | Evanghelia după Ioan                         | Discipol            |                      |
| 2005 | O istorie a violenței                        | Billy               |                      |
| 2005 | Neil                                         | Neil                |                      |
| 2006 | Morți vii                                    | Victor Harris       | Film direct la video |
| 2007 | Weirdsville                                  | Abel                |                      |
| 2007 | Jocul băiatului sărac                        | Keith Rose          |                      |
| 2007 | Impusca-i                                    | Om singuratic       |                      |
| 2008 | Drumul Grindstone                            | Graham              |                      |
| 2008 | Incredibilul Hulk                            | Comando # 1         |                      |
| 2008 | Văzut V                                      | Mallick             |                      |
| 2009 | Ai putea trăi la fel de bine                 | Dixie               |                      |
| 2009 | Screamers: The Hunting                       | Cmdr. Andy Sexton   | Film direct la video |
| 2009 | Cadanul lui Dolan                            | Şef                 |                      |
| 2010 | Actul Dezonorării                            | Ben                 |                      |
| 2010 | roșu                                         | Pompier             |                      |
| 2010 | Saw 3D                                       | Mallick             |                      |
| 2011 | Om în tren                                   | Tip dur             |                      |
| 2011 | Nemuritorii                                  | Nycomedes           |                      |
| 2011 | Ghinionist                                   | Waylon              |                      |
| 2015 | Borealis                                     | Vânător             |                      |
| 2016 | Pierdut găsit                                | Jim Walton          |                      |
| 2018 | Far Cry 5: Inside Eden's Gate                | Tatăl               | Mic de statura       |
| 2019 | Turbat                                       | Director            |                      |
| 2019 | Ad Astra                                     | Chip Garnes         |                      |
| 2019 | Codul 8                                      | Marcus Sutcliffe    |                      |
| 2020 | Societatea secretă a regali al doilea-născut | Deținut 34 / Edmond | Film Disney +        |
| 2020 | Spionul meu                                  | Marquez             |                      |

### Seriale TV
| Year      | Titlu                                      | Rol                           | Note                                      |
| --------- | ------------------------------------------ | ----------------------------- | ----------------------------------------- |
| 1998      | Rescuers: Stories of Courage: Two Families | Gestapo Clerk                 | TV movie                                  |
| 2000      | Relic Hunter                               | Matt                          | Episod: "Possessed"                       |
| 2001      | Mutant X                                   | Ledeker                       | Episod: "In the Presence of Mine Enemies" |
| 2002      | Sue Thomas: F.B.Eye                        | Dr. Pierre                    | Episod: "A Blast from the Past"           |
| 2003      | Blue Murder                                | Phil Grady                    | Episod: "Love and Marriage"               |
| 2003      | Starhunter                                 | Dakota clan minion            | Episod: "Star Crossed"                    |
| 2004      | Missing                                    | Mr. Keegan                    | Episod: "Last Stop"                       |
| 2004–2005 | Show Me Yours                              | Ogden Brunt                   | 2 episoade                                |
| 2004–2008 | ReGenesis                                  | Weston Field                  | Rol principal 50 episoade                 |
| 2005      | Tilt                                       | Pete Shurgin                  | 3 episoade                                |
| 2005      | Slatland                                   | Rezvan Balescu                | TV movie                                  |
| 2007      | The Gathering                              | Tommy Carrier                 | 2 episoade                                |
| 2007      | Blood Ties                                 | Father Cascioli               | Episod: "Deep Dark"                       |
| 2007      | The Robber Bride                           | Henry Kelly                   | TV movie                                  |
| 2007–2008 | The Dresden Files                          | Tommy Tomm                    | 2 episoade                                |
| 2008      | XIII: The Conspiracy                       | Colonel Amos                  | 2 episoade                                |
| 2009      | The Listener                               | Henderson                     | Episod: "I'm an Adult Now"                |
| 2009      | Flashpoint                                 | Sloan Keller                  | Episod: "Just a Man"                      |
| 2009      | Deadliest Sea                              | Stubbs                        | TV movie                                  |
| 2009      | The Good Times Are Killing Me              | Huxley                        | TV movie                                  |
| 2009      | The Dealership                             | Scott Calen                   | TV movie                                  |
| 2010      | Cra$h &amp; Burn                           | Kazmir                        | 5 episoade                                |
| 2010      | Republic of Doyle                          | Tom Rockwell                  | Episod: "The Woman Who Knew Too Little"   |
| 2010      | The Bridge                                 | Dom Furillo                   | Episod: "Brown Sugar"                     |
| 2010      | Happy Town                                 | Dr. Pete                      | 3 episoade                                |
| 2010      | Aaron Stone                                | Damaged                       | 6 episoade                                |
| 2010      | Red: Werewolf Hunter                       | Marcus Sullivan               | TV movie                                  |
| 2011      | Combat Hospital                            | Master Sgt. Edward Farringdon | 2 episoade                                |
| 2011      | Mistletoe over Manhattan                   | Joe Martel                    | TV movie                                  |
| 2011      | Against the Wall                           | N/A                           | Episod: "The Fifth Body"                  |
| 2011      | Covert Affairs                             | Nils Crofft                   | Episod: "Letter Never Sent"               |
| 2011–2012 | XIII: The Series                           | Amos                          | 24 episoade                               |
| 2012      | Wrath of Grapes: The Don Cherry Story II   | N/A                           | Episod: "Night 2"                         |
| 2012      | The Phantoms                               | Greg Young                    | TV movie                                  |
| 2012      | Lost Girl                                  | Cleasby                       | Episod: "Lachlan's Gambit"                |
| 2012      | Rookie Blue                                | Jon Grey                      | 2 episoade                                |
| 2012      | Transporter: The Series                    | Bernhardt                     | Episod: "12 Hours"                        |
| 2013      | Cracked                                    | Vincent Kray                  | Episod: "The Thumb Parade"                |
| 2013      | Nikita                                     | Karl Jaeger                   | Episod: "High-Value Target"               |
| 2014      | Reign                                      | Viscount Richard de la Croix  | Episod: "Inquisition"                     |
| 2014      | The Divide                                 | Raymond                       | 2 episoade                                |
| 2014–2016 | Bitten                                     | Jeremy Danvers                | Rol principal 33 episoade                 |
| 2015      | The Book of Negroes                        | Robertson Appleby             | 3 episoade                                |
| 2015      | Fargo                                      | Virgil Bauer                  | Episod: "The Gift of the Magi"            |
| 2015–2016 | The Expanse                                | Lopez                         | 4 episoade                                |
| 2016      | Wynonna Earp                               | Jack of Knives                | 2 episoade                                |
| 2016–2018 | Frontier                                   | Cobbs Pond                    | Rol principal 18 episoade                 |
| 2017      | Ransom                                     | Rand Govender                 | Episod: "Joe"                             |
| 2017      | Mary Kills People                          | Grady                         | 6 episoade                                |
| 2017      | Saving Hope                                | Danny Kilbride                | Episod: "Tested and Tried"                |
| 2018      | Caught                                     | Cyril Carter                  | 5 episoade                                |
| 2018      | The Handmaid's Tale                        | Ray Cushing                   | 3 episoade                                |
| 2018      | Channel Zero: The Dream Door               | Detective McPhillips          | 4 episoade                                |
| 2019      | V-Wars                                     | Bobby                         | 10 episoade                               |
| 2020      | The Wilds                                  | Tim Campbell                  |                                           |

### Jocuri video
| An   | Titlu            | Rol                      | Note |
| ---- | ---------------- | ------------------------ | ---- |
| 2018 | Far Cry 5        | Joseph Seed „The Father” |      |
| 2019 | Far Cry New Dawn | Joseph Seed „The Father” |      |